# Mészáros István (képzőművész)
Mészáros István, Més-záros István (Miskolc, 1959. október 3. – Budapest, 2022. szeptember 17.) magyar képzőművész.

## Élete
Tanulmányok: Ének-zene–zongora és Rajz–francia 1978; Zrínyi Ilona Gimnázium (Miskolc). 
Végzettsége szerint tanár (1984; Ho Si Minh Tanárképző Főiskola, Eger). 1984 óta él Budapesten.
A Fiatal Művészek Klubja művészeti vezetője (1986–88).
A Fiatal Képzőművészek Stúdiója Egyesület munkatársa (1989–91). között
A Young & Rubicam Hungary művészeti vezetője (1991–92).
A NovoFilm (1992–93) és a NuOVO Reklám (1992–96) kreatív igazgatója.
1994-ben A reklám hatalma címmel mesterkurzust vezetett a Magyar Iparművészeti Egyetemen.
A Hanga Kiadó (2002–2009) és a Gyűjtők & Gyűjtemények / Sammler und Sammlungen „mindenművészeti” magazin főszerkesztője (1998–2004: 25 szám).
Utána is több kiadónak/könyvnek tervezője-szerkesztője (lektora-korrektora és/vagy tördelője-előkészítője – magyarul: diplomás munka(bér)nélküli.
2012. február 27-én súlyos agyi infarktus éri, aminek következtében lebénult a jobb oldallal és afázia-val élt haláláig. Sajnos ezután már nem tudott alkotni.

## Önálló estje
A Múzsa Feltámadása (Vigadó, 1987)

## Kötetei
- A Botanikus Naplójából (Magyar Iparművészeti Főiskola, 1985)
- mox nox[6] (Magyar Műhely Kiadó, 1996)
- Nihilvill verscsarnoka[7] (új és válogatott versek, Orpheusz Kiadó, 2006)

## Művei megjelentek
- Válogatás a 20. századi vizuális költészetből (Felsőmagyarország és Magyar Műhely Kiadó, 1998)
- Médium-Art (JAK füzetek – Magvető Könyvkiadó, 1990)
- antológiákban és további orgánumokban (pl. Életünk, Magyar Műhely, Parnasszus).

Művészeti szakírói és szervezői tevékenységet is folytatott (Élet és Irodalom, Pesti Műsor, Gyűjtők és Gyűjtemények, katalógusok / művésztelepek, fesztiválok, stb.).

## Tagságai
- Magyar Műhely Munkaközösségének[8] (1985-től)
- József Attila Irodalmi Egyesületnek (JAK, 1990–95).
- Magyar Alkotóművészek Országos Egyesületének (1989-től)
- Magyar Képző- és Iparművészek Szövetségének[9] (1990-től / a Festő szakosztály vezetőségi tagja 2000–2005 között)
- Magyar Festők Társaságának (1995-től)
- Fiatal Képzőművészek Stúdiójának (1985–95)
- osztrák AAA-nak (Austrian Art Assotiation – Klagenfurt, 2001-től).

## Katalógus
MÉS-képcsarnok I. 1990–2000 (Gaál József bevezető tanulmányával; Gyűjtők és Gyűjtemények kiadásában, Budapest, 1999.).

## Alkotásai gyűjteményekben
- Petőfi Irodalmi Múzeum, Budapest
- Artisjus Hungary, Budapest
- Harasztÿ-gyűjtemény, Budapest
- Balaton Múzeum, Keszthely
- Paksi Képtár
- Muzeum Cesis, Lettország
- Spanyol-magyar Kortárs Művészeti Alapítvány, Madrid

## Kiállítások

### Egyéni kiállítások
- 1986, 1993	Fiatal Művészek Klubja, Budapest
- 1988, 1993	Stúdió Galéria, Budapest
- 1990 Magyar Képzőművészeti Főiskola, Epreskert, Budapest
- 1991 Árkád Galéria, Budapest (Mazzag Istvánnal)
- 1992 Bercsényi Galéria, Budapest
- 1995 Egyetemi Színpad, Budapest
- 1996 Duna Galéria, Budapest
- 1996 Miskolci Galéria, Petró Ház, Miskolc
- 1999 Hilton – Dominikánus kerengő, Budapest (Arnóti Andrással)[10]
- 1999 Jazz Galéria, Budapest (Zlutain-nel)
- 2000 Martino Galéria, Budapest
- 2001 Time Cafe, Budapest
- 2001 Galéria Arcis / Nádasdy-vár, Sárvár (Szlabey Zoltánnal)
- 2001 Tölgyfa Galéria, Budapest (Szlabey Zoltánnal)
- 2001 Jugoszláv Nagykövetség, Budapest (Vesna Pantelic-csel)
- 2002 Fregatt Galéria, Budapest (Volker Schwarz-cal)
- 2002 Galéria IX, Budapest (Szlabey Zoltánnal és Volker Schwarz-cal)[11]
- 2002 Martino Galéria, Budapest
- 2003 Schmidt Galéria, Budapest
- 2003 Váci Művelődési Ház, Vác (Emeric-kel)[12]
- 2004 Pécsi Kisgaléria, Pécs (Szlabey Zoltánnal)[13]
- 2004 Martino Galéria, Budapest (Szlabey Zoltánnal)[14]
- 2004 Time Cafe, Budapest (Szlabey Zoltánnal)
- 2004 Galéria 21., Budapest
- 2005 Volksbank Galéria, Budapest (Emeric-kel)[15]
- 2006 Csepel Galéria, Budapest[16]
- 2007 Bank Center Galéria, Budapest
- 2007 Aquincum Hotel Ramada, Budapest
- 2007 MAMŰ Pincegaléria, Budapest[17]
- 2007 Casa Cantabria, Madrid (Spanyolország)
- 2008 CEAAC Studio, Strasbourg (Franciaország)
- 2009 Art9 Galéria, Budapest
- 2010 Magyar Írószövetség Galériája, Budapest
- 2010 Újpest Galéria, Budapest (Bíró Sándorral)
- 2010 if Galéria, Budapest
- 2010 Eklektika Galéria, Budapest
- 2010 „Képcsarnok III.” Képcsarnok Galéria, Miskolc
- 2011 „Akvarellizmus”, MDGaléria, Budapest
- 2014 Festmények Archiválva 2023. november 12-i dátummal a Wayback Machine-ben, Magyar Műhely Galéria (MMG)

### Csoportos kiállítások (külföld, válogatás)
- 1986 d'atelier, Lyoni  ELAC Központ (Franciaország)
- 1987 Magyar művészek, Varsói Centrum Sztuki (Lengyelország)
- 1990 Lieblingsbilder 1., Bécsi Cult Galéria (Ausztria)
- 1990 Lieblingsbilder 2., Kölni 68elf Galéria (Németország)
- 1990 VIII. Nemzetközi Akvarellfestészet, Césis/Riga, (Lettország)
- 1991 Magyar Képzőművészek, Ader Picar Tajan, Párizs (Franciaország)
- 1992 Mail Art, Seattle (USA)
- 2000 Artcamp, City Art Galéria, Stockholm (Svédország)
- 2001 Koschuta, AAA Galéria, Klagenfurt (Ausztria)

### Csoportos kiállítások (Magyarország, válogatás)
- 1984 Maria Fesztivál, Belvárosi Ifjúsági Ház, Budapest
- 1986 Művészet Ma I., Hilton Hotel, Budapest
- 1986 kép-vers / vers-kép, Petőfi Irodalmi Múzeum, Budapest
- 1987 Stúdió '87, Ernst Múzeum, Budapest
- 1987 Művészet Ma II., Budapest Galéria Kiállítóháza
- 1990 Moszkva-Budapest, Orosz Kultúra Háza, Budapest
- 1990 Jó Meló, Margitszigeti Víztorony, Budapest
- 1991 Szó / Kép, Kernstok Terem, Tatabánya
- 1992 II. Art Expo, BNV, Budapest
- 1993 III. Art Expo, BNV, Budapest
- 1993 XII. Debreceni Országos Nyári Tárlat, Déry Múzeum, Debrecen
- 1993 XXVIII. Alföldi Tárlat, Munkácsy Múzeum, Békéscsaba
- 1994 IV. Art Expo, BNV, Budapest
- 1994 Téli Tárlat, Miskolci Galéria – Rákóczi Ház, Miskolc
- 1995 Vizuális költészet 1985-1995, Balaton Múzeum, Keszthely
- 1995 XIII. Debreceni Országos Nyári Tárlat, Déry Múzeum, Debrecen
- 1995 XXIX. Alföldi Tárlat, Munkácsy Múzeum, Békéscsaba
- 1995 Mai Magyar Szobrászat, Műcsarnok, Budapest
- 1997 Síkplasztikák, Újpesti Galéria, Budapest
- 1997 VI. Szegedi Nyári Tárlat, Szeged
- 1997 Téli Tárlat, Miskolci Galéria – Rákóczi Ház, Miskolc
- 1998 1. Art Budapest, Hungexpo, Budapest
- 1998 XVI. Országos Akvarell Biennále, Tábornok Ház, Eger
- 1998 XV. Debreceni Országos Nyári Tárlat, Bartók Terem, Debrecen
- 1998 45. Vásárhelyi Őszi Tárlat, Tornyai Múzeum, Hódmezővásárhely
- 1998 Belső Rajz, Nádor Galéria, Budapest
- 1998 Ecce Homo, Vigadó, Budapest
- 1999 2. Art Budapest, Hungexpo, Budapest
- 1999 Gyűjtők, dm studio Galéria, Budapest
- 1999 Csók-gyűjtők, Csók István Galéria, Budapest
- 1999 Színes Rajz, Nádor Galéria, Budapest
- 1999 II. Szekszárdi Festészeti Triennálé, Szekszárd
- 2000 3. Art Budapest, Hungexpo, Budapest
- 2000 XVII. Országos Akvarell Biennále, Tábornok Ház, Eger
- 2000 Máskor – Máshol, Szeged
- 2000 Szín-tér, Millenniumi Szalon, Budapest
- 2000 IV. Országos Pasztell Biennále, Vármúzeum, Esztergom
- 2000 1000 év – Magyar szentek, Kecskeméti Képtár
- 2001 MKISZ – Vigadó Galéria, Budapest
- 2001 Képzőművészet és Költészet, Fregatt Art Gallery, Budapest
- 2002 Tendenciák – MKISZ, Művészetek Háza, Szekszárd
- 2002 XVIII. Országos Akvarell Biennále, Tábornok Ház, Eger
- 2002 „A festői MKISZ” – Festő szakosztály; md studio Galéria, Budapest
- 2002 Tópaletta – Csepeli Galéria 21., Budapest
- 2002 I. Cicelle-napok – Kultúra Háza, Rum
- 2002 Dialógus – MKISZ Festő szakosztály, Palme Ház, Budapest
- 2003 A festészet vége? – Magyar Festők Társasága, Palme Ház, Budapest[18]
- 2003 V. Fény-szimpózium – Templomgaléria, Eger
- 2003 Tisza-tó – Bank Center Galéria, Budapest
- 2003 II. Cicelle-napok – Kultúra Háza, Zsennye
- 2004 „Élő magyar festészet – Miniképek” – Millenáris Park, Budapest
- 2004 Horvát táj – magyar szem – Martino Galéria, Budapest
- 2005 34. Alföldi Tárlat, Munkácsy Mihály Múzeum, Békéscsaba
- 2005 Hommage á Hernádi Gyula – Galéria IX, Budapest
- 2006 III. Kortárs Keresztény Ikonográfiai Bien. – Cifrapalota, Kecskemét
- 2007 Harasztÿ Édeske István és Gyűjteménye – KogArt, Budapest
- 2009 I. Egri Akvarell Triennále, Vármúzeum, Eger
- 2009 XX. Miskolci Téli Tárlat, Miskolci Galéria
- 2010 Független Magyar Képzőművészek, Zichy kastély, Budapest
- 2010 „Miniképek – Festészet Napja”, Mednyűnszky Galéria, Budapest
- 2010 „Önvallomás” IV. Kortárs Önarckép Biennále, Csili Központ, Budapest
- 2011 „Miniképek – Festészet Napja”, Prestige Galéria, Budapest

## Díj
A VIII. Nemzetközi Akvarellfestészeti Nagydíj (Lettország, 1990).

## Válogatott irodalom
- Lantos Ferenc: Pécsi Vizuális Műhely (Művészet, 1980)
- Kukorelly Endre: „Plakátszöveg” (Futó/Més-záros kiáll. plak., Miskolc, 1986)
- Petrőczi Éva: A múzsa feltámadása (Új Tükör, 1987)
- P. Szűcs Julianna: Stúdió az Ernstben (Népszabadság, 1990)
- Kurunczy Margit: Més-záros az időkapszulában (Kurír, 1992)
- Nagy Pál: mox nox (Észak-Magyarország, 1996)
- Gaál József: „Képcsarnok” (kat. bev. tan., Gyűjtő-füzetek 6., 1998)
- Dobai Péter: A sötétség sugarai (Gyűjtők és Gyűjtemények 1999/3)
- Gaál József: Napló a jambikus sarló jegyében (Élet és Irodalom, 1999/30)
- Kortárs Magyar Művészeti Lexikon 2. (Pogány Ö. Gábor, Enciklopédia Kiadó, 2000)
- Bohár András: Aktuális avantgárd: M. M. Hermeneutikai elemzések (Ráció Kiadó, 2002.; 109, 130, 132, 133, 242 old.)
- Hernádi Gyula: Villanófényben (Artmozaik, 2003/2.)
- Antall István: Párizs az Istenhegyi úton (Premier, 2005/11.)
- Nagy Pál: A virágnak agyara van! (Orpheusz Kiadó, 2005.; „X. X. az Ismeretlen Költő”, 279–281 old.)
- Nagy Pál: journal in-time, él(e)tem 3. (271. p.; Kortárs Könyvkiadó)
- Kováts Albert: Képcsarnok II. (Új Művészet, 2006/12.)
- Cseh Zita: „Dekadens” – esettanulmány (Memoria Rerum; Heves Megyei Levéltár, 2008.).
- Mányoki Endre: MÉS-ZÁROS ISTVÁN - A SENKI FIA

## Külső hivatkozások
- https://mes-zaros.hu/